# Linda Christian
Linda Christian, właśc. Blanca Rosa Welter (ur. 13 listopada 1923 w Tampico, zm. 22 lipca 2011 w Palm Springs) – meksykańska aktorka; występowała także w filmach amerykańskich.

## Życiorys

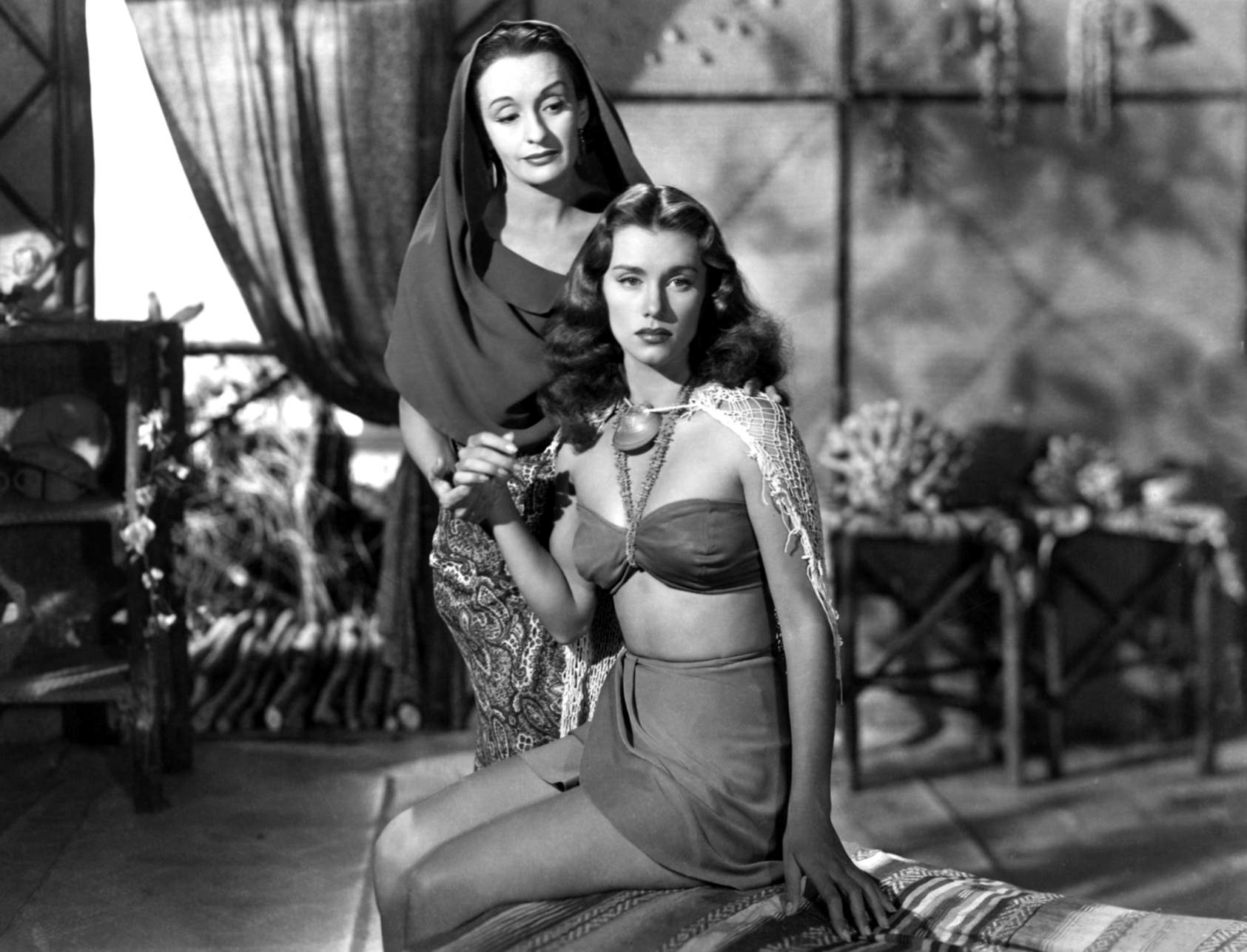
Christian i Andrea Palma (z tyłu) w filmie Tarzan i syreny (1948)

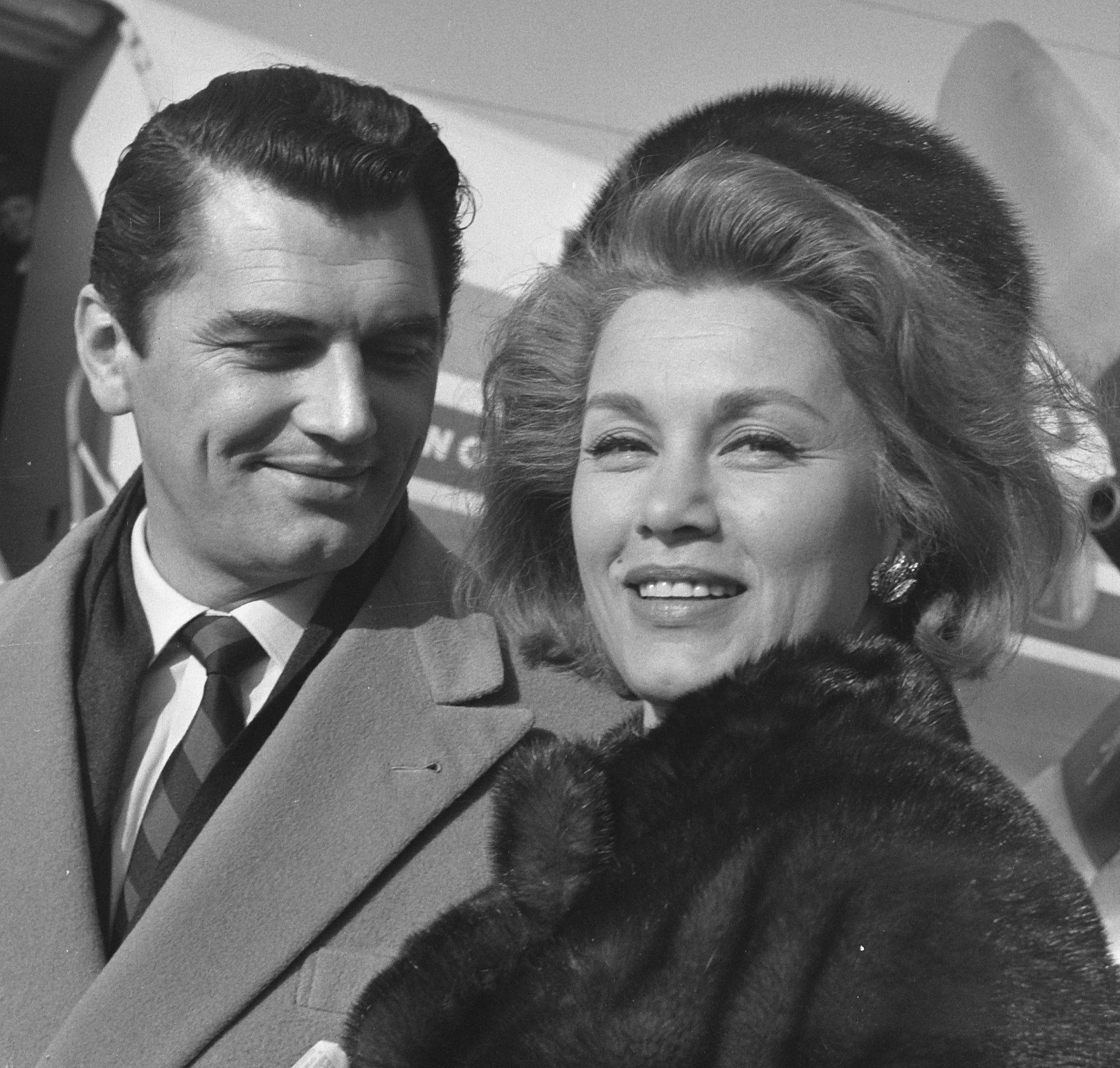
Christian i Edmund Purdom (1962)

Grała między innymi w ostatnim filmie o przygodach Tarzana (Tarzan i syreny) z Johnnym Weissmullerem. Była także „dziewczyną Bonda” w pierwszej, telewizyjnej, adaptacji powieści Casino Royale.

## Życie prywatne
Była matką piosenkarki i aktorki Rominy Power.

## Wybrana filmografia
- 1947: Ulica zielonego delfina jako Hine-Moa
- 1948: Tarzan i syreny (Tarzan and the Mermaids) jako Mara
- 1951: Statek komediantów jako chórzystka (niewymieniona w czołówce)
- 1954: Atena jako Beth Hallson
- 1954: Casino Royale jako Valerie Mathis
- 1963: Z życia VIP-ów jako Miriam Marshall
- 1963: Alfred Hitchcock przedstawia (serial) jako Eva Ashley